# Batman: Arkham
Batman: Arkham — серия приключенческих компьютерных игр, основанных на комиксах о Бэтмене. Разработкой игр занимаются Rocksteady Studios и WB Games Montreal, издательством — Eidos Interactive и Warner Bros. Interactive Entertainment. Сюжет для первых двух игр (Arkham Asylum и Arkham City) был написан Полом Дини, сценаристом оригинального мультсериала о Бэтмене. За озвучивание главных персонажей — Бэтмена и Джокера в играх Rocksteady Studios также взялись актёры из мультсериала — Кевин Конрой и Марк Хэмилл.
Первая игра, Batman: Arkham Asylum, фокусируется на Бэтмене, который должен предотвратить уничтожение населения Готэм-сити от смертельного токсина, после того, как Джокер захватил управление над психиатрической лечебницей «Аркхем» и уничтожил почти весь её персонал. Игра получила много положительных отзывов от популярных игровых изданий и вскоре удостоилась статуса «Игры года». Также она попала в Книгу рекордов Гиннесса как самая успешная игра о супергерое за всю историю видеоигр.
Вторая игра, Batman: Arkham City, является сиквелом первой части. На этот раз действие происходит в «Аркхем Сити», тюрьме для особо опасных преступников, которая представляет собой отделённую от остального мира, часть Готэма. Во главе стоит Хьюго Стрэйндж — бывший преступник, внезапно наделённый высокими полномочиями. В его планы входит очистить город от всякой «гнили», использовав жестокий проект под названием «Протокол 10». Бэтмену придется решить проблему изнутри, самому оказавшись среди заключённых Аркхема. Но обитатели тюрьмы слишком сильны, чтобы разбираться с ними в одиночку, поэтому Тёмный Рыцарь должен заручиться поддержкой сильного союзника — Женщины-кошки. Как и предыдущая часть, игра получила звание «Игры года».
Третья игра, Batman: Arkham Origins, переносит игрока за несколько лет до событий Arkham Asylum и рассказывает о ещё неопытном Бэтмене, за голову которого назначил награду известный злодей Чёрная Маска. Герою придется столкнуться с самыми опасными преступниками Готэм-сити и встать на защиту родного города. Разработкой игры занималась студия Warner Bros. Games Montreal, в отличие от предыдущих игр серии, созданных Rocksteady Studios. Также поменялся состав актёров, озвучивавших персонажей в предыдущих частях серии.
Четвёртая игра, Batman: Arkham Knight, завершает сюжет о Бэтмене, выход на PC состоялся 23 июня 2015 года, игра разработана студией Rocksteady.
Пятая игра серии, Suicide Squad: Kill the Justice League, вышла 2 февраля 2024 года для ПК, PS5 и Xbox Series X/S.

## Игры
| Название                               | Год  | Игровые консоли | Игровые консоли | Игровые консоли | Игровые консоли | Игровые консоли | Игровые консоли | Игровые консоли | Игровые консоли | PC  | PC  | PC    | К   | К    | Мобильные | Мобильные |
| Название                               | Год  | PS3             | PS4             | Wii U           | Nintendo Switch | X360            | XOne            | PS5             | XSX             | Win | Mac | Linux | 3DS | Vita | iOS       | Android   |
| -------------------------------------- | ---- | --------------- | --------------- | --------------- | --------------- | --------------- | --------------- | --------------- | --------------- | --- | --- | ----- | --- | ---- | --------- | --------- |
| Batman: Arkham Asylum                  | 2009 | Да              | Да              | Нет             | Да              | Да              | Да              | Да              | Нет             | Да  | Да  | Нет   | Нет | Нет  | Нет       | Нет       |
| Batman: Arkham City                    | 2011 | Да              | Да              | Да              | Да              | Да              | Да              | Да              | Нет             | Да  | Да  | Нет   | Нет | Нет  | Нет       | Нет       |
| Batman: Arkham Origins                 | 2013 | Да              | Нет             | Да              | Нет             | Да              | Нет             | Нет             | Нет             | Да  | Да  | Нет   | Нет | Нет  | Нет       | Нет       |
| Batman: Arkham Knight                  | 2015 | Нет             | Да              | Нет             | Да              | Нет             | Да              | Да              | Нет             | Да  | Да  | Да    | Нет | Нет  | Нет       | Нет       |
| Suicide Squad: Kill the Justice League | 2024 | Нет             | Нет             | Нет             | Нет             | Нет             | Нет             | Да              | Да              | Да  | Нет | Нет   | Нет | Нет  | Нет       | Нет       |

Комментарии
1. ↑  Издание для Nintendo Switch было выпущено под названием «Batman Arkham Trilogy»
2. ↑  Издание для Wii U было выпущено под названием «Batman: Arkham City Armored Edition»

### Основная серия

#### Batman: Arkham Asylum(2009)
Сюжет к игре написал Пол Дини — автор многочисленных сценариев к комиксам и мультсериалам во вселенной DC. Действие игры разворачивается в психиатрической лечебнице «Аркхем» и её окрестностях. В начале игры Бэтмен привозит в лечебницу Джокера, но последнему удается бежать. Позже выясняется, что Джокер заранее разработал план захвата лечебницы, а поимка Бэтменом была всего лишь частью его плана. Джокеру была необходима формула опасного химиката под названием «Титан», производством и изучением которого занималась доктор Янг — молодая и весьма амбициозная девушка, в планы которой входило вылечить всех пациентов лечебницы. На каком-то этапе производство этого препарата прекратилось, так как исследования выявили негативную реакцию химиката на организм человека — его тело изменялось, а сознание «затуманивалось», превращая его в кровожадного монстра. Джокеру, финансирующему проект под псевдонимом Джек Уайт, понравился такой ход событий и он захотел создать свою собственную армию мутантов, поэтому решил лично «заскочить» за образцами препарата. Бэтмену предстоит остановить сумасшедшего злодея, попутно противостоя таким его сообщникам как Виктор Зсасз, Бэйн, Харли Квинн, Ядовитый Плющ и др.

#### Batman: Arkham City(2011)
Как и в первой части, сюжет к игре был написан Полом Дини. Актёры озвучивания главных героев также остались прежними. Однако, Марк Хэмилл, озвучивавший Джокера, сообщил, что Arkham City будет для него последним проектом в этой серии. Действие игры происходит через полтора года после событий предыдущей части, в тюрьме под названием «Аркхем Сити», которая представляет собой часть Готэма, отделённую высокой стеной. По приказу Хьюго Стрэйнджа — главного надзирателя, получившего полномочия от самого мэра Квинси Шарпа, Брюса Уэйна схватили нанятые охранники Аркхема из организации «Тайгер» за попытки закрыть тюрьму. Во время допроса Уэйна, Стрэйндж упомянул некий проект под названием «Протокол 10», который, по его словам, должен искоренить всю преступность в Готэм-сити. Попав в тюрьму, Брюс облачается в костюм Бэтмена и пытается узнать, что на самом деле замышляет Стрэйндж. В ходе расследования он встречает своих давних врагов, которые отнюдь не рады его появлению. Бэтмен понимает, что бороться с преступностью в одиночку слишком рискованно, поэтому ему необходима поддержка сильного союзника — Женщины-кошки. Пытаясь узнать что-то о «Протоколе 10», Бэтмен пробирается на сталелитейный завод, где обосновался Джокер вместе со своей бандой, но внезапно попадает в ловушку, устроенную злодеем. Очнувшись, Бэтмен узнает, что Джокер серьёзно болен из-за остатков «Титана» в крови и в скором времени должен умереть. Более того, пока Бэтмен был без сознания, клоун совершил переливание крови и отравил его. Джокер сообщает, что существует лекарство, изготовлением которого долгое время занимался Мистер Фриз, и что Бэтмен должен его раздобыть. Тёмному рыцарю придётся пройти множество опасных испытаний в борьбе за жизнь и правду.

#### Batman: Arkham Origins(2013)
Сюжет к этой части написали Кори Мэй и Дума Вендшу, известные своими работами над такими сериями игр как Assassin’s Creed и Prince of Persia. Разработкой игры занялась студия WB Games Montreal, в отличие от предыдущих частей, где разработчиком была компания Rocksteady Studios. Также поменялся состав актёров, которые озвучивали персонажей в прошлых играх серии. Игра является приквелом первой части и рассказывает о ещё молодом Бэтмене, за убийство которого Чёрная Маска назначил награду. Действие происходит в канун Рождества. Герою предстоит сразиться с множеством наёмных убийц, в их числе: Убийца Крок, Детстроук, Дэдшот, Медноголовка, Шива, Светлячок и Электрошокер. Бэтмен решает найти Чёрную Маску и заставить его отозвать убийц, но при встрече он выясняет, что настоящим «заказчиком» был ранее неизвестный преступник по имени Джокер. Тёмному рыцарю придется столкнуться с самыми опасными злодеями Готэм-сити и встать на защиту родного города. Игра включает многопользовательский режим.

#### Batman: Arkham Knight(2015)
Заключительная часть серии игр о Бэтмене. За её разработку вновь взялась компания Rocksteady Studios. Сюжет в этот раз был написан режиссером предыдущих игр Сефтоном Хиллом, при участии Мартина Ланкастера и Иена Болла. Игра вышла в 2015 году для PlayStation 4, Xbox One и Microsoft Windows. Сюжет игры рассказывает о событиях, произошедших через год после действия Arkham City. Пугало создал новый вид токсина, вызывающий страх, и расположил бомбы по всему Готэму, вынуждая граждан города эвакуироваться. Также, он объединил величайших суперзлодеев Готэма, включая Пингвина, Двуликого и Харли Квинн, чтобы они помогли ему раз и навсегда уничтожить Бэтмена. Игра не включает контент для многопользовательской игры.

#### Suicide Squad: Kill the Justice League(2023)
Игра официально анонсирована 22 августа 2020 года для PlayStation 5, Xbox Series X, Microsoft Windows и является частью серии. По сюжету «Отряд самоубийц» выполняет задание в Метрополисе.

### Другие игры

#### Batman: Arkham City Lockdown(2011)
Игра для мобильных устройств на iOS и Android, разработанная студией NetherRealm Studios, известной своей работой над файтингом Mortal Kombat. Сюжет игры рассказывает о событиях, произошедших за некоторое время до действия Arkham City и не связан с основной игрой. Бэтмену нужно остановить преступников, сбежавших из тюрьмы Блэкгейт и творящих беспорядки на улицах Готэм-сити.

#### Batman: Arkham Origins(2013)
Игра для мобильных устройств на iOS и Android, разработанная студией NetherRealm Studios. Сюжет Arkham Origins (mobile) следует сценарию основной игры и почти не имеет с ней сюжетных отличий.

#### Batman: Arkham Origins Blackgate(2013)
Игра для портативных игровых консолей PlayStation Vita и Nintendo 3DS, разработанная компанией Armature Studio. Действие игры происходит через три месяца после событий Arkham Origins. Бэтмену предстоит расследовать загадочный взрыв, произошедший в тюрьме Блэкгейт, после которого заключённые захватили над ней управление. Игра вышла на PC, PlayStation 3, Xbox 360 и Wii U под названием «Batman: Arkham Origins Blackgate Deluxe Edition» 2 апреля 2014 года.

#### Batman: Arkham VR(2016)
Спин-офф серии «Arkham», разработанный компанией Rocksteady Studios для шлемов виртуальной реальности. Релиз состоялся 11 октября 2016 года. Игра первоначально вышла на PlayStation VR, а 25 апреля 2017 года стала доступна для HTC Vive и Oculus Rift.

#### Batman: Arkham Shadow
Игра эксклюзивно для Meta Quest 3, разработанная Oculus Studios и студией Camouflaj, анонсирована 1 мая 2024 года. Выход состоялся 22 октября 2024 года.

### Коллекционные издания
23 сентября 2013 года в Северной Америке было выпущено коллекционное издание для PlayStation 3 и Xbox 360 под названием «Batman: Arkham Bundle». Оно включало в себя GOTY-издания Batman: Arkham Asylum (DLC: Insane Night, Nocturnal Hunter, Crime Alley и Scarecrow Nightmare) и Batman: Arkham City (DLC: Catwoman, Nightwing, Robin, Arkham City Skins Pack, The Challenge Map Pack и Harley Quinn’s Revenge).
22 ноября 2013 года в Европе было выпущено коллекционное издание для PlayStation 3, Xbox 360 и Microsoft Windows под названием «Batman: Arkham Collection». Коллекция включала в себя скачиваемые копии Arkham Asylum, Arkham City и дисковую версию Arkham Origins. Кроме этого, в версии для PlayStation 3 присутствовало дополнение Knightfall для «Batman: Arkham Origins», а в версии для Microsoft Windows Arkham Asylum и Arkham City поставлялись в виде GOTY-изданий.

### Продолжение
После финальных титров в «Batman: Arkham Origins», к камере Детстроука приходит Аманда Уоллер и предлагает вступить в «Отряд Самоубийц», что, возможно, является намёком на продолжение этой серии игр, или начало новой. Это сопоставимо с тем фактом, что Джефф Джонс, американский писатель и сценарист комиксов, в 2012 году сообщил о том, что игра об «Отряде Самоубийц» находится в разработке (вышла 6 августа 2016 года вместе с премьерой фильма).
Кевин Конрой, озвучивавший Бэтмена, сказал на фестивале Wizard World Comic Con в Нашвилле в 2017 году по поводу планов Warner Bros. следующее: «Вы знаете, не могу поверить, что они не собираются делать ещё одну игру в серии. Удивительно, правда? На этих играх заработали в буквальном смысле миллиарды долларов. Но нет, планов на ещё одну игру нет. Простите». В 2019 году он напрямую обратился к Rocksteady, желая увидеть новую часть, в этом его поддержали многочисленные поклонники франшизы. Suicide Squad: Kill the Justice League вышла только в 2024 году, после смерти Конроя, который успел озвучить Бэтмена. Актёр Брюс Томас рассказал о нереализованном проекте-сиквеле Batman Arkham Knight, где разработчики намеревались представить 60-летнего Брюса Уйэна, сломленного и травмированного, который скрывался от мира и некоторое время перестал быть Бэтменом. Тёмного рыцаря мог заменить 25-летний неизвестный персонаж, его озвучивал бы Джош Китон.

## Персонажи
|                                 | Batman: Arkham Asylum (2009) | Batman: Arkham City (2011) | Batman: Arkham City Lockdown (2011) | Batman: Arkham Origins (2013) | Batman: Arkham Origins Blackgate (2013) | Batman: Arkham Knight (2015) |  |
| ------------------------------- | ---------------------------- | -------------------------- | ----------------------------------- | ----------------------------- | --------------------------------------- | ---------------------------- |  |
| Брюс Уэйн Бэтмен                | Кевин Конрой                 | Кевин Конрой               | Кевин Конрой                        | Роджер Крейг Смит             | Роджер Крейг Смит                       | Кевин Конрой                 |  |
| Джокер                          | Марк Хэмилл                  | Марк Хэмилл                | Марк Хэмилл                         | Трой Бейкер                   | Трой Бейкер                             | Марк Хэмилл                  |  |
| Джеймс Гордон                   | Том Кен                      | Дэвид Кэй                  |                                     | Майкл Гоф                     | Майкл Гоф                               | Джонатан Бэнкс               |  |
| Бэйн                            | Фред Таташор                 | Фред Таташор               |                                     | Джей Би Бланк                 | (Не говорящий персонаж)                 |                              |  |
| Барбара Гордон Оракул           | Кимберли Брукс               | Кимберли Брукс             |                                     | Лора Бэйли                    |                                         | Эшли Грин                    |  |
| Харлин Квинзель Харли Квинн     | Арлин Соркин                 | Тара Стронг                | Тара Стронг                         | Тара Стронг                   |                                         | Тара Стронг                  |  |
| Эдди Нэштон/Нигма Загадочник    | Уолли Вингерт                | Уолли Вингерт              |                                     | Уолли Вингерт                 |                                         | Уолли Вингерт                |  |
| Уэйлон Джонс Убийца Крок        | Стивен Блум                  | Стивен Блум                |                                     | Хари Пейтон                   |                                         |                              |  |
| Памела Айсли Ядовитый Плющ      | Тасиа Валенза                | Тасиа Валенза              | Эми Карле                           |                               |                                         |                              |  |
| Виктор Зсасз                    | Дэнни Джейкобс               | Дэнни Джейкобс             |                                     |                               |                                         |                              |  |
| Квинси Шарп                     | Том Кен                      | Том Кен                    |                                     | Том Кен                       |                                         |                              |  |
| Аарон Кэш                       | Дуан Р. Шепард               | Дуан Р. Шепард             |                                     |                               |                                         |                              |  |
| Марта Уэйн                      | Тасиа Валенза                | Тасиа Валенза              |                                     |                               |                                         |                              |  |
| Джек Райдер                     | Джеймс Хоран                 | Джеймс Хоран               |                                     | TBA                           |                                         |                              |  |
| Джонатан Крейн Пугало           | Дино Андраде                 |                            |                                     |                               |                                         | Джон Ноубл                   |  |
| Томас Уэйн                      | Кевин Конрой                 |                            |                                     |                               |                                         |                              |  |
| Амадей Аркхэм                   | Том Кен                      |                            |                                     |                               |                                         |                              |  |
| Фрэнк Боулс                     | Дэнни Джейкобс               |                            |                                     |                               |                                         |                              |  |
| Пенелопа Янг                    | Кри Саммер                   |                            |                                     |                               |                                         |                              |  |
| Альфред Пенниуорт               |                              | Мартин Джарвис             |                                     | Мартин Джарвис                |                                         |                              |  |
| Освальд Кобблпот Пингвин        |                              | Нолан Норт                 |                                     | Нолан Норт                    | Нолан Норт                              | Нолан Норт                   |  |
| Флойд Лоутон Дэдшот             |                              | Крис Кокс                  |                                     | TBA                           | TBA                                     |                              |  |
| Джервис Тетч Безумный Шляпник   |                              | Питер Макникол             |                                     | Питер Макникол                |                                         |                              |  |
| Роман Сионис Чёрная Маска       |                              | Нолан Норт                 |                                     | Брайан Блум                   | Брайан Блум                             |                              |  |
| Селина Кайл Женщина-кошка       |                              | Грей ДеЛизл                |                                     |                               | Грей ДеЛизл                             |                              |  |
| Хьюго Стрэйндж                  |                              | Кори Бёртон                | Кори Бёртон                         |                               |                                         |                              |  |
| Ра’с аль Гул                    |                              | Ди Брэдли Бейкер           |                                     |                               |                                         |                              |  |
| Талия аль Гул                   |                              | Стана Катич                |                                     |                               |                                         |                              |  |
| Виктор Фриз Мистер Фриз         |                              | Морис Ламарш               |                                     | TBA                           |                                         |                              |  |
| Харви Дент Двуликий             |                              | Трой Бейкер                | Трой Бейкер                         |                               |                                         | Трой Бейкер                  |  |
| Базиль Карло Глиноликий         |                              | Рик Д. Вассерман           |                                     |                               |                                         |                              |  |
| Тим Дрейк Робин                 |                              | Трой Бейкер                | Трой Бейкер                         |                               |                                         |                              |  |
| Соломон Гранди                  |                              | Фред Таташор               | Фред Таташор                        |                               | TBA                                     |                              |  |
| Томас Эллиот Хаш                |                              | Кевин Конрой               |                                     |                               |                                         |                              |  |
| Джулиан Дэй Календарный человек |                              | Морис Ламарш               |                                     | (Не говорящий персонаж)       |                                         |                              |  |
| Азраил                          |                              | Хари Пейтон                |                                     |                               |                                         |                              |  |
| Вики Вэйл                       |                              | Грей ДеЛизл                |                                     | TBA                           |                                         |                              |  |
| Молот                           |                              | Фред Таташор               | Фред Таташор                        |                               |                                         |                              |  |
| Серп                            |                              | Стивен Блум                |                                     |                               |                                         |                              |  |
| Дик Грейсон Найтвинг            |                              | (Не говорящий персонаж)    |                                     | Джошуа Китон                  |                                         |                              |  |
| Слэйд Уилсон Детстроук          |                              |                            | Лэрри Гримм                         | Марк Ролстон                  |                                         |                              |  |
| Анарки                          |                              |                            |                                     | Мэттью Мерсер                 |                                         |                              |  |
| Медноголовка                    |                              |                            |                                     | Роза Салазар                  |                                         |                              |  |
| Светлячок                       |                              |                            |                                     | Криспин Фриман                |                                         |                              |  |
| Электрошокер                    |                              |                            |                                     | Стивен Блум                   |                                         |                              |  |
| Шива                            |                              |                            |                                     | Келли Ху                      |                                         |                              |  |
| Аманда Уоллер                   |                              |                            |                                     | Си Си Эйч Паундер             | Си Си Эйч Паундер                       |                              |  |
| Варден Мартин Джозеф            |                              |                            |                                     | Хари Пейтон                   | Хари Пейтон                             |                              |  |
| Харви Буллок                    |                              |                            |                                     | Роберт Костанцо               |                                         |                              |  |

## Другие материалы

### Комиксы

#### Batman: Arkham City
В начале мая 2011 года, компания DC Comics выпустила пять комиксов под названием «Batman: Arkham City». Мини-серия рассказывает о событиях, произошедших между играми Arkham Asylum и Arkham City. Она была написана Полом Дини, автором сценариев для первых двух игр, а художником стал Карлос Д’Анда. Действие происходит через год после событий Arkham Asylum. Квинси Шарп стал мэром Готэма и распорядился закрыть лечебницу «Аркхем». Он создал тюрьму, под названием «Аркхем Сити», которая располагается в самом сердце города. Все заключённые находятся под бдительным оком Хьюго Стрэйнджа и могут делать всё, что им захочется. На страже стоит организация «Тайгер», пресекающая любые попытки побега. В комиксе описывается борьба за власть между заключёнными и их попытки захватить контроль над тюрьмой.

#### Batman: Arkham Unhinged
Серия цифровых и печатных комиксов, выпущенная в октябре 2011 года вместе с игрой Batman: Arkham City. Сценарий был написан Дереком Фридолфсом, а над рисованием работало множество художников. История вращается вокруг Arkham City и даёт читателю возможность узнать, чем занимались злодеи до событий в игре. Рассказ, в основном, описывает приключения Бэтмена, но иногда сосредотачивается и на второстепенных персонажах. Серия состоит из 20 частей.

#### Batman: Arkham City End Game
Комикс, выпущенный в мае 2012 года. Был написан Дереком Фридолфсом и нарисован Джейсоном Шоном Александром. В комиксе описываются события после игры Arkham City и перед началом загружаемого дополнения «Месть Харли Квинн».

#### Batman: Arkham Origins
Первый цифровой комикс, основанный на игре Batman: Arkham Origins, являющийся её приквелом. Был выпущен студией Madefire для демонстрации технологии «DC2 Multiverse», которая позволяет интегрировать в комикс звуковую дорожку, специальные эффекты и динамические слайды, а также даёт читателю возможность самостоятельно определить судьбу каждого из героев и выбрать одну из предложенных концовок сюжетной линии.

### Фильмы

#### Бэтмен. Нападение на Аркхэм
20 июля 2013 года, во время Comic-Con’а в Сан-Диего студия Warner Bros. Animation совместно с DC Comics сообщили о том, что они планируют снять анимационный фильм на основе игр серии Arkham под названием «Batman: Assault on Arkham». Выход мультфильма запланирован на конец 2014 года. Было объявлено, что за озвучивание некоторых персонажей мультфильма возьмутся актёры, озвучившие героев в играх серии. 18 апреля 2014 года на YouTube-канале «Batman Arkham Videos» появился первый трейлер к мультфильму. В трейлере, кроме Бэтмена и Джокера, были показаны и такие персонажи как Харли Квинн, Дэдшот, Убийца Мороз, Чёрный Паук, Капитан Бумеранг и Король-Акула.

### Связь с другими играми
В игре Injustice: Gods Among Us присутствует набор скинов из Arkham City, содержащий загружаемые костюмы для Бэтмена, Женщины-кошки и Джокера. Также для загрузки доступен костюм Харли Квинн, но он, в отличие от других, требует активации через iOS-версию приложения. Кроме того, в игре есть арена для боя под названием «Arkham Asylum», где в качестве неигровых персонажей присутствуют Хьюго Стрэйндж, Пугало, Убийца Крок, Двуликий, Загадочник и Пингвин.

## Отзывы и рейтинг
Игра получила в основном положительные отзывы критиков. Arkham Asylum держит мировой рекорд Гиннесса как самая успешная игра о супергерое за всю историю видеоигр, её средневзвешенный рейтинг на сайте Metacritic составляет 91 балл из 100, основанный на оценках 1141 пользователей и обзорах 29 профессиональных критиков. Разработчики игры получили большое количество похвал за отличную передачу атмосферы вселенной Бэтмена, а также за хорошо проработанную боевую систему и стелс-режим. Также был положительно оценен большой выбор разнообразных гаджетов Бэтмена и множественные отсылки к другим героям вселенной DC. Не без внимания остался и тот факт, что главных героев игры — Бэтмена и Джокера — озвучили актёры из оригинального мультсериала о Бэтмене — Кевин Конрой и Марк Хэмилл соответственно.
Arkham City также получила широкое признание критиков и завоевала несколько наград, в том числе звание «Игры года». Рейтинг PC-версии игры на сайте Metacritic составляет 91 балл из 100, основанный на оценках 1297 пользователей и обзорах 27 профессиональных критиков. Положительные отзывы получили новые элементы геймплея и значительно расширенная, по сравнению с Arkham Asylum, карта. Критики и поклонники хорошо отнеслись к добавлению в игру новых злодеев и героев, таких как Робин, Женщина-Кошка, Календарный человек, Пингвин и Хьюго Стрэйндж.
Arkham Origins стала не такой успешной как предыдущие игры серии, но тем не менее её рейтинг остается выше среднего — PC-версия игры на сайте Metacritic получила оценку 74 из 100, основанную на отзывах 791 пользователей и обзорах 17 профессиональных критиков. В основном пользователи, оставившие отрицательные отзывы, упрекали игру за то, что в ней практически отсутствуют инновации в геймплее, который полностью дублирует таковой в Arkham City. Во многом это связано с заменой команды разработчиков Rocksteady на новых — из Warner Bros. Games Montreal. Arkham Origins был подвергнут критике из-за частых «багов» и сбоев во время игрового процесса, а также из-за множества ошибок в режиме мультиплеера. Большинство критиков отметили, что сама по себе игра довольно-таки неплохая, однако, если сравнивать её с другими частями серии, то она явно не дотянула до планки, заданной Arkham Asylum и Arkham City.